# 九澳聖若瑟學校 (巴士站)
九澳聖若瑟學校（葡萄牙語：Escola de S. José de Ká-Hó）位於路環東北部的一個中途站。新福利15、15S1路線途經此站；而澳巴21A路線來回均途經此站。

## 歷史
- 1977年，海島市2路線（現15路線）開設，新增停靠本站。

- 2016年2月3日，21A路線由黑沙海灘延長至九澳油庫。往返程新增停靠本站。[1]

- 2022年3月15日至7月2日，因九澳村路電纜鋪設工程，「九澳村」站暫停使用，15路線臨時以本站為總站。[2]

- 2022年5月28日起，15路線改為循環線運作，本線繼續以本站為循環點至2022年7月2日。[3]

- 2022年7月18日至22日，為方便往返路環島偏遠地區居民在區內維持基本維生出行需要，15S路線開設並以本站為循環點。[4]

- 2022年12月19日，“社區治療中心及社區門診專線”C07專線開設，新增途經此站。[5]

- 2022年1月8日，因應疫情過渡期結束，C07專線結束營運。[6]

- 2024年1月15日起，15S1路線開設，新增停靠本站。[7]

## 設施
- 行車指示牌

## 路線資料
| 新福利 | 15   | 海洋花園                     | ↺ 九澳村                     | |
| 新福利 | 15S1 | 蝴蝶谷大馬路                 | 九澳七苦聖母小堂             | |
| 新福利 | 15S1 | 九澳七苦聖母小堂             | 蝴蝶谷大馬路                 | - 九澳（懲教局、水庫郊野公園、高頂燒烤公園） |
| 澳巴   | 21A  | 媽閣 輕軌媽閣站 媽閣交通樞紐 | 九澳油庫                     | |
| 澳巴   | 21A  | 九澳油庫                     | 媽閣 輕軌媽閣站 媽閣交通樞紐 | - 九澳（懲教局、郊野公園） - 黑沙（鷺環海天酒店、郊野公園、黑沙村、海灘） - 海蘭花園（蘭苑） - 竹灣（豪園、海灘、燒烤公園） - 路環（少年感化院、市區、警察訓練營） - 聯生圓形地 - 金峰南岸（金譽峰） - 石排灣公屋群 - 路氹連貫公路（新濠影匯、巴黎人、威尼斯人） - 氹仔嘉樂庇馬路（龍環葡韻、信虹花園） - 氹仔市區（百利寶花園、氹仔CTM） - 史伯泰（麗景灣酒店） - 蘇利安圓形地（小潭山觀景台） - 亞馬喇前地 - 殷皇子馬路及新馬路 - 河邊新街（粵通碼頭、司打口、下環） - 媽閣廟 |

## 外部連結
- （繁體中文）澳門新福利公共汽車有限公司官方網頁（页面存档备份，存于）